# 毛麻楝
毛麻楝（学名：Chukrasia tabularis var. velutina）为楝科麻楝属下的一个变种。